# Kvam (Innlandet)
Kvam er en landsby i Nord-Fron, Innlandet, Norge. Landsbyen ligger i Gudbrandsdalen, langs Gudbrandsdalslågen, omkring 10 kilometer nordvest for byen Vinstra. E6-motorvejen og Dovrebanen løber begge gennem landsbyen. Jernbanen stopper ved Kvam Station. Den 1,15 km² store landsby har en befolkning (2021) på 774 og en befolkningstæthed på 676 indbyggere pr. km².

## Historie
Under angrebet på Norge under 2. verdenskrig i 1940 var Kvam skueplads for en kamp mellem tyske og britiske styrker. Under slaget blev den oprindelige Kvam Kirke, der blev bygget i 1776, ødelagt af tyskerne. I 1952, efter krigen, blev den nuværende Kvam Kirke opført på samme sted. Kvam har en britisk militærkirkegård.
Landsbyen oplevede ødelæggende oversvømmelser i 2011 og 2013.